# 北美圓吻鱥
北美圓吻鱥（學名：Dionda serena）為輻鰭魚綱鯉形目雅羅魚科圓吻鱥屬的其中一種，分布於北美洲美國德克薩斯州努埃斯河上游流域，體長可達7.7公分，棲息在岩石底質小溪、河川源頭、水塘底中層水域，以藻類為食，生活習性不明。

## 扩展阅读
維基物種上的相關：北美圓吻鱥